# KZ9 - Lager di sterminio
KZ9 - Lager di sterminio és una pel·lícula italiana del 1977 dirigida per Bruno Mattei.
La pel·lícula és la segona i última nazisploitation de Mattei, un gènere que barreja elements eròtics amb el tema del nazisme; això forma part de la tendència del porno nazi a l'estil italià, juntament amb Salò o le 120 giornate di Sodoma de Pier Paolo Pasolini, Saló Kitty de Tinto Brass i Il portiere di notte de Liliana Cavani. La pel·lícula està inspirada en la figura de l'àngel de la mort, el doctor Josef Mengele, els fets del qual la pel·lícula narra de manera crua i condemnant la seva obra.
Mattei va tenir problemes amb la censura, i com a la precedent Casa privata per le SS va ser rebut amb fredor per la crítica italiana a causa dels temes tractats. El 29 d'octubre 2004 es va emetre durant el "Joe D'Amato Horror Festival".
A l'estranger fou estrenada com Women's Camp 119 i SS Extermination Camp, on va ser llançada en versió DVD. A Itàlia, però, la pel·lícula només està disponible en la versió VHS.

## Argument
El 1943 va arribar al camp de concentració de Ronshausen un nou contingent de presoners, inclosos els metges jueus Prik i Cristina. El propòsit del campament és proporcionar al comandant, el Dr. Wieker, i els seus torturadors, matèria humana per a diferents experiències: trasplantaments d'òrgans, reanimació d'aviadors congelats per prostitutes, reeducació d'homosexuals, eficàcia dels gasos tòxics per dissoldre òrgans vitals.
Tot es fa a costa dels presos que, fins i tot fora dels tallers, són explotats i turmentats de totes maneres. Al gabinet científic hi treballa, malgrat seu, el jueu dr. Meiser, al qual s'afegeix Prik. La Cristina, en canvi, és turmentada pel kapo, que voldria forçar-la a amors sàfics.
Enamorats, Meiser i Prik intenten una fugida fallida: atrapats, són penjats. Al final de l'execució, mentre les armes soviètiques s'apropen cada cop més, Wieker porta a terme una massacre general de presoners i alemanys per evitar que siguin testimonis de les atrocitats que han tingut lloc.

## Repartiment
- Ivano Staccioli: Comandant Wieker
- Lorraine De Selle: Maria black
- Nello Riviè: doctor David Meisel
- Ria De Simone: Kapo Marta
- Sonia Viviani: Cristina
- Giovanni Attanasio: Kurt
- Marina Daunia: Presonera jueva (com Marina D'Aunia)
- Gota Gobert: Kapo (com Gotha Kopert)

## Recepció

### Taquilla
La pel·lícula es va estrenar als cinemes italians el 18 de març de 1977 per Effegierre, i va recaptar 231 milions de lires.

### Censura
La pel·lícula va ser aprovada per la censura el 3 de febrer de 1977, amb el visat núm. 69693.
La censura va reduir la durada de la pel·lícula en uns deu minuts, i el mateix Mattei es va queixar d'aquest fet, argumentant que "segons la mentalitat de la censura si un feia el truc, com a Casa privata per le SS que és una broma eròtica, estava bé, però si intentaves fer alguna cosa seriosa, mostrant els experiments reals de les SS... La pel·lícula va ser presa ferotgement, el van massacrar".

### Crítica
Va rebre crítiques especialment negatives de la crítica italiana. Il Morandini li va concedir una estrella, mentre Antonio Bruschini i Antonio Tentori l'han definit com la més delirant de la veta nazi-porno. Segons la revista Delirium, representa la pel·lícula més crua i violenta mai produïda a Itàlia; de fet l'anterior Casa privata per le SS estava més orientada cap a l'eròtic nazi, mentre que aquesta gira més cap al porno nazi. La pel·lícula per a la crítica nord-americana és considerada una de les pitjors de Mattei, mentre que per la revista Exxagon, és la millor pel·lícula de Bruno Mattei.

## Vídeo casolà
KZ9 - Lager di Sterminio va ser reeditat en versió VHS per la revista Nocturno l'any 2002 que va recuperar l'únic positiu italià dipositat al Centro Sperimentale di Cinematografia de Roma, millorant digitalment les imatges i l'àudio de la pel·lícula, que també s'integrava amb les escenes de tall en la versió que fins aleshores circulava per Itàlia, oferint-lo en versió de pantalla panoràmica.
Posteriorment la pel·lícula es va estrenar en versió DVD també a Amèrica per Golden Media Group i Videoasia, ambdues el 2007. Als Països Baixos el VHS va ser distribuït per Empire Video i posteriorment també es va publicar a bootleg DVD l'any 2003. Aquesta versió en particular va ser criticada per la revista Nocturno per la seva mala qualitat i la manca de contingut addicional.